# 李桐
李桐（？年—？年），鑲白旗包衣漢軍出身，清朝地方官。
曾任筆帖式，嘉慶十三年任順慶府通判，曾在四川順慶府岳池縣（位於今四川東北部，武周萬歲通天二年分南充、相如二縣置，是一個千年古縣）擔任官吏。